# 슈퍼히어로 스팍스
《슈퍼히어로 스팍스》(Sparks)는 미국에서 제작된 크리스토퍼 폴리노 감독의 2013년 액션, 스릴러 영화이다. 체이스 윌리엄슨 등이 주연으로 출연하였다.
2013년 1월 제작되었으며 미국에서 2014년 3월 개봉되었다.

## 출연

### 주연
- 체이스 윌리엄슨
- 애슐리 벨
- 클랜시 브라운

### 조연
- 제이크 부시
- 윌리엄 캇
- 마리아 스쿼치아티
- 클린트 하워드
- 스콧 링커